# マデレイン・レングル
マデレイン・レングル（Madeleine L'Engle、1918年11月29日 - 2007年9月6日）はアメリカ合衆国の小説家。ジュヴナイル小説で知られ、特にニューベリー賞受賞作の『五次元世界のぼうけん』およびその続編群『エクトロスとの戦い』、『時間をさかのぼって』、"Many Waters"（未訳）、"An Acceptable Time"（未訳）で有名。レングルの作品には、現代科学に対する彼女の強い興味が反映されている。例えば『五次元世界の冒険』においては四次元超立方体が取り上げられ、『エクトロスとの戦い』ではミトコンドリアDNAが、"The Arm of the Starfish"（未訳）では再生が、それぞれ重要なタームとなっている。
姓の表記はラングルとも（サンリオの訳書における表記）。

## 若年期
マデレイン・レングル・キャンプ（Madeleine L'Engle Camp）は1918年11月29日に生まれた。名前は曾祖母にちなんで付けられ、マド（Mado）と愛称された。母（同名）はピアニスト、父チャールズ・ワズワース・キャンプ（Charles Wadsworth Camp）は作家・批評家・海外特派員であった。彼は大戦中に吸ったマスタードガスのために肺を病んでいた（ただし2004年の「ザ・ニューヨーカー」誌で親類が主張したところによると、彼の肺病は戦傷ではなくアルコール中毒が原因である）。
レングルが最初に物語を書いたのは5歳の時で、日記を付け始めたのは8歳の時であった。これら早期の文学的試行は学業成績の向上には結びつかなかった。内気で不器用な子供であった彼女を、愚鈍と決め付ける教師も少なくなかった。認められない彼女は読書および創作という自分の世界に閉じこもるようになった。それを心配した両親は彼女を寄宿学校へ入れたり、家庭教師を付けたりした。一家は頻繁に引越しをした。一度はアルプスの麓、フランスのシャモニーに住んだこともある。その地の清浄な空気は父の肺に好都合だったとレングルは書き記している。彼女はスイスの寄宿学校に通ったが、1933年に一家はアメリカ（フロリダ州北部）に戻り、レングルはサウスカロライナ州チャールストンの寄宿学校に転校した。1935年に父が死亡したが、レングルはその今際の時に居合わせることができなかった。

## 成年期
レングルは1937年にスミス大学に入学し、1941年に優等で卒業した
。その後ニューヨーク市に移った彼女は、1942年に俳優のヒュー・フランクリン（Hugh Franklin）と出会い、チェーホフの『桜の園』の舞台に出演した。2人は1946年1月26日に結婚した。翌年、レングルは最初の小説"The Small Rain"を刊行した。1947年、長女のジョゼフィンが産まれた。
1952年、彼らはコネチカット州の田舎の、200年以上を経た農家に移り住んだ。小さな雑貨店を買い取って経営する傍ら、レングルは小説を書いた。同年、息子のビオン（Bion）が誕生。4年後、死んだ友人の娘マリア（7歳）を引き取り、養子にする。この時期、レングルは会衆派教会で指揮者としても働いた。

### 作家業
1959年、一家はニューヨーク市に戻り、夫は俳優業を再開した。レングルが代表作『五次元世界のぼうけん』の着想を得たのは引越しの直前、10週間のキャンプ旅行中のことであった。作品は1960年に完成したが20以上の出版社に刊行を拒否され、Farrar, Straus and Giroux社から出版が実現したのは1962年となった。本書は1963年度ニューベリー賞を受賞し、2003年にウォルト・ディズニー・カンパニーにより実写でTV映画化された。
1960年代から80年代の間、レングルは数十冊の児童書および一般書を上梓した。後者の一冊"Two-Part Invention"は結婚生活の回想録で、1986年9月26日に夫が癌で死亡した後に刊行された。

### 晩年
1991年に自動車事故で重傷を負ったが回復し、1992年には南極を訪れている。
晩年、レングルは骨粗鬆症のためあまり動けなくなった。2002年の脳内出血以降には更に動けなくなり、講演や講義といった活動からは手を引かざるを得なくなった。2001年以降は、未発表だった旧作を刊行する以外には作品の発表を行なわなくなった。
マデレイン・レングルはコネチカット州の自宅に近い介護老人福祉施設にて、2007年9月6日に老衰で死亡した
。

### 宗教的信念
レングルは米国聖公会の信徒で、万人救済主義（キリスト教の非主流派思想のひとつ）を信仰していた。そのため、キリスト教系の書店にはレングルの著作を取り扱うことを拒否する店も少なくない。一方で、世俗の批評家の幾人かはレングルの作品を宗教的に過ぎると批判している。
レングルの作品にはジョージ・マクドナルドの影響が顕著であり、神罰に関する彼女の見解もマクドナルドのそれと類似している。レングルは次のように述べている。「私は、子供を愛する親と同様、神が永遠の罰を求めているとは思いません。愛の鞭の目的は物事を教えることだけであり、懲戒の必要がなくなれば罰も終わるのです。そして、その罰には常に愛が満ちているのです。」

## 作品概説
レングルの主要な作品は"Chronos"と"Kairos"の二大シリーズに分類される。前者はオースティン一家の物語で、序盤の舞台設定は現実的だが突如として超現実的な要素が出現し、SFとなる。後者はミューリ（Murry）家とオキーフ（O'Keefe）家の物語であり、舞台設定は時に現実的、時に幻想的なものとなる。一般的に言えばオキーフ家の第二世代を扱った作品は現実的要素が強い。このように傾向に違いはあるが、"Chronos"と"Kairos"は同じ世界を舞台にしている。歴史的事件は両シリーズに共通であり、幾人かのキャラクターは両シリーズに跨って登場する。
レングルには小説と詩だけではなく、自伝"Crosswicks Journals "をはじめとして、信仰や芸術の問題を探求したノンフィクションの著作も多い。彼女のいわゆる「真実の物語」において創作と回想録の境目は曖昧である。作中の出来事は多くの場合、自身や家族の経験に基づいており、地名や人名が架空のものに差し替えられているのである。
作品のテーマは多くの場合は暗に匂わされるに留まるが、重要なテーマの一つとしては「愛」が挙げられる。レングルは自身の創作姿勢を以下のように述べている。
| 「                                         | わたしは、ただの物語でない物語、人生について、ある態度を示すことのできるような物語を書こうと努めているのです。なぜなら、それが作家というものの責任だと考えるからです。ことに若者たちに向かって書く作家は、わたしたちが生きている世界に対して肯定的な態度をもっていることを示さなくてはならない、と思うからです。こういったからといって、わたしはなにもお説教をしようというのではありません――もしわたしの書くものが、物語よりも説教を多く含んでいるようなら、その作品は失敗しているのです。私は、読者をただ楽しませるだけの物語を書くことに興味はもっておりません。 | 」 |
| —レングル（訳・猪熊葉子）（293ページより） | |    |

## 作品リスト
- And Both Were Young (1949) 『春のワルツ』恩地三保子訳、新潮社、1958年
- Prelude (1968) 『光と影の序曲』猪熊葉子訳、大日本図書、1975年

### Kairos
- First-generation (Murry) (Time Quartet)
  - A Wrinkle in Time (1962) ISBN 0-374-38613-7 ：ニューベリー賞受賞作
    - 『五次元世界のぼうけん』渡辺茂男訳、あかね書房、1965年
    - 『惑星カマゾツ（時間と空間の冒険 I）』大瀧啓裕訳、サンリオ、1982年

  - A Wind in the Door (1973) ISBN 0-374-38443-6 『エクトロスとの戦い（時間と空間の冒険 II）』大瀧啓裕訳、サンリオ、1982年
  - A Swiftly Tilting Planet (1978) ISBN 0-374-37362-0 『時間をさかのぼって（時間と空間の冒険 III）』大瀧啓裕訳、サンリオ、1982年
  - Many Waters (1986) ISBN 0-374-34796-4

- Second-generation (O'Keefe)
  - The Arm of the Starfish (1965) ISBN 0-374-30396-7
  - Dragons in the Waters (1976) ISBN 0-374-31868-9
  - A House Like a Lotus (1984) ISBN 0-374-33385-8
  - An Acceptable Time (1989) ISBN 0-374-30027-5

### Chronos
- Meet the Austins (1960) ISBN 0-374-34929-0
- The Moon by Night (1963) ISBN 0-374-35049-3
- The Young Unicorns (1968) ISBN 0-374-38778-8
- A Ring of Endless Light (1980) ISBN 0-374-36299-8 ：ニューベリー賞佳作
- The Anti-Muffins (1980) ISBN 0-82980415-3
- The Twenty-four Days Before Christmas (1984, ISBN 0-87788-843-4)
- Troubling a Star (1994) ISBN 0-374-37783-9
- A Full House: An Austin Family Christmas (1999, ISBN 0-87788-020-4)

ほか未訳作品多数。

## 推薦資料
- Madeleine L'Engle Herself:  Reflections on a Writing Life by Madeleine L'Engle and Carole F. Chase  ISBN 0-87788-157-X
- Scholastic BookFiles: A Reading Guide to A Wrinkle in Time ISBN 0-439-46364-5
- Christian Mythmakers:  C. S. Lewis, Madeleine L'Engle, J. R. R. Tolkien, George MacDonald, G. K. Chesterton and Others by Rolland Hein ISBN 0-940895-48-X